# Charles de La Bussière
Pour les articles homonymes, voir La Bussière.
Charles-Hippolyte Delpeuch de La Bussière, dit La Bussière (Paris, 1768 - Charenton-le-Pont, novembre 1808), est un acteur français.

## Biographie
Labussière naît à Paris d'un officier noble et pauvre. À seize ans, ce dernier l'envoie comme cadet dans le régiment de Savoie-Carignan, qui est en garnison à Dunkerque. Mais il se détourne rapidement de la carrière des armes. De retour à Paris, il se fait acteur et interprète avec quelque succès les rôles de niais dans un théâtre des faubourgs. C'est à cette époque qu'il simplifie son nom en Labussière, plus facile à prononcer et à retenir.
En 1789, devant l'assemblée réunie dans l'église Saint-Jacques-de-l'Hôpital, présidée par le vieux Charier ancien procureur au Châtelet, M. de Labussière a soutenu une motion extravagante, selon laquelle il fallait envoyer une députation à Versailles auprès du roi pour qu'il fît « entrer dans Paris 12 000 hommes de troupe afin d'y rétablir l'ordre ». Cette proposition eut le résultat qu'on pouvait attendre : Charles-Hippolyte Labussière fut immédiatement pendu à la lanterne par les assistants furieux. Délivré par des gardes français, il fut remis par eux « plus mort que vif entre les mains d'Étienne François Gallet de Santerre, banquier à Paris, qui était une de ses connaissances. Conduit à la prison de l'Abbaye, il en sortit quelques semaines après. » M. Gallet de Santerre crut qu'il était prudent d'envoyer M. de La Bussière pour quelques mois à la campagne, afin de laisser le temps au peuple d'oublier cette affaire, dont tout Paris retentit.
Charles-Hippolyte Labussière fut ensuite employé au Comité de salut public et au Comité de sûreté générale.
Il aime critiquer ou ridiculiser les hommes de la Révolution, ce qui aurait pu lui attirer de graves ennuis, mais il parvient à se faire employer dans les bureaux du Comité de salut public, c'est-à-dire au quartier général de la Terreur, où quelques-uns de ses amis ont trouvé asile.
Labussière aurait pris l'habitude de se rendre la nuit aux Bains Vigier, installés sur la Seine, avec des pièces d’accusation qu’il aurait emportées à sa sortie du bureau et il les aurait détruites. Son chef de bureau, Fabien Pillet, ne se serait jamais étonné de ces disparitions.[réf. nécessaire]
Il aurait prétendu avoir retiré plus de cinquante pièces de ses cartons rien que les 7, 8 et 9 messidor de l'An I, dont celles des comédiens du Théâtre-Français de même qu'il aurait jeté à la Seine 924 procès, du 22 floréal (11 mai 1794) à la chute de Robespierre. Une fois les dossiers d'instruction perdus, les détenus sont oubliés dans leurs prisons, leurs noms ne paraissent plus sous les yeux de l'accusation, on aurait même eu du mal à les trouver parmi les milliers de gens incarcérés. Il aurait ainsi sauvé, entre autres, la marquise de Villette, la célèbre « Belle et Bonne » de Voltaire ; Mme de Buffon, nièce du naturaliste ; le comte de Talleyrand-Périgord, oncle du diplomate ; Volney, précurseur de l'anthropologie ; Delessert, banquier suisse ; Mme de Vassy, qui écrivit ses mémoires de prison ; Florian, écrivain emblématique de son époque ; le vicomte de Ségur, auteur dramatique qui lui avait marqué de l'attention ; Mme de La Fayette, épouse du général ; le prince de Monaco ; Delphine de Sabran, veuve du général de Custine († 1793), soit en tout 1 153 personnes.[réf. nécessaire]
Après Thermidor, il s'engage auprès de Louis Legendre et s'occupe de faire libérer les innocents dont les prisons de Paris sont pleines. Il fait un court séjour en prison lors de la tentative de coup d'État du 13 vendémiaire. Puis on l'oublie.
Sous le Consulat, malade et sans emploi, il tombe dans la misère. Avertis de son malheur, les Comédiens-Français organisent une soirée à son bénéfice. Les acteurs qu'il a sauvés choisissent une pièce aux nombreux personnages, afin que chacun d'eux puisse y tenir un rôle. La représentation a lieu le 5 avril 1803 au théâtre de la Porte-Saint-Martin, à l'initiative du comédien Dazincourt. On donne le Hamlet de Ducis et Augustin et Théodore, ou les Deux pages de Dezède. Les principaux acteurs sont Talma, Dazincourt, Fleury, Mlles Raucourt et Contat. Le Premier Consul y assiste, ainsi que Joséphine de Beauharnais, que Charles-Hippolyte Labussière aurait sauvée.Sans pouvoir sauver son bienfaiteur Etienne Francois Gallet de Santerre victime de la guillotine le 5 Thermidor an II juste avant la chute de Robespierre le 9 thermidor 
Victime d’une violente attaque de paralysie, il meurt peu après, entièrement oublié.

## Postérité

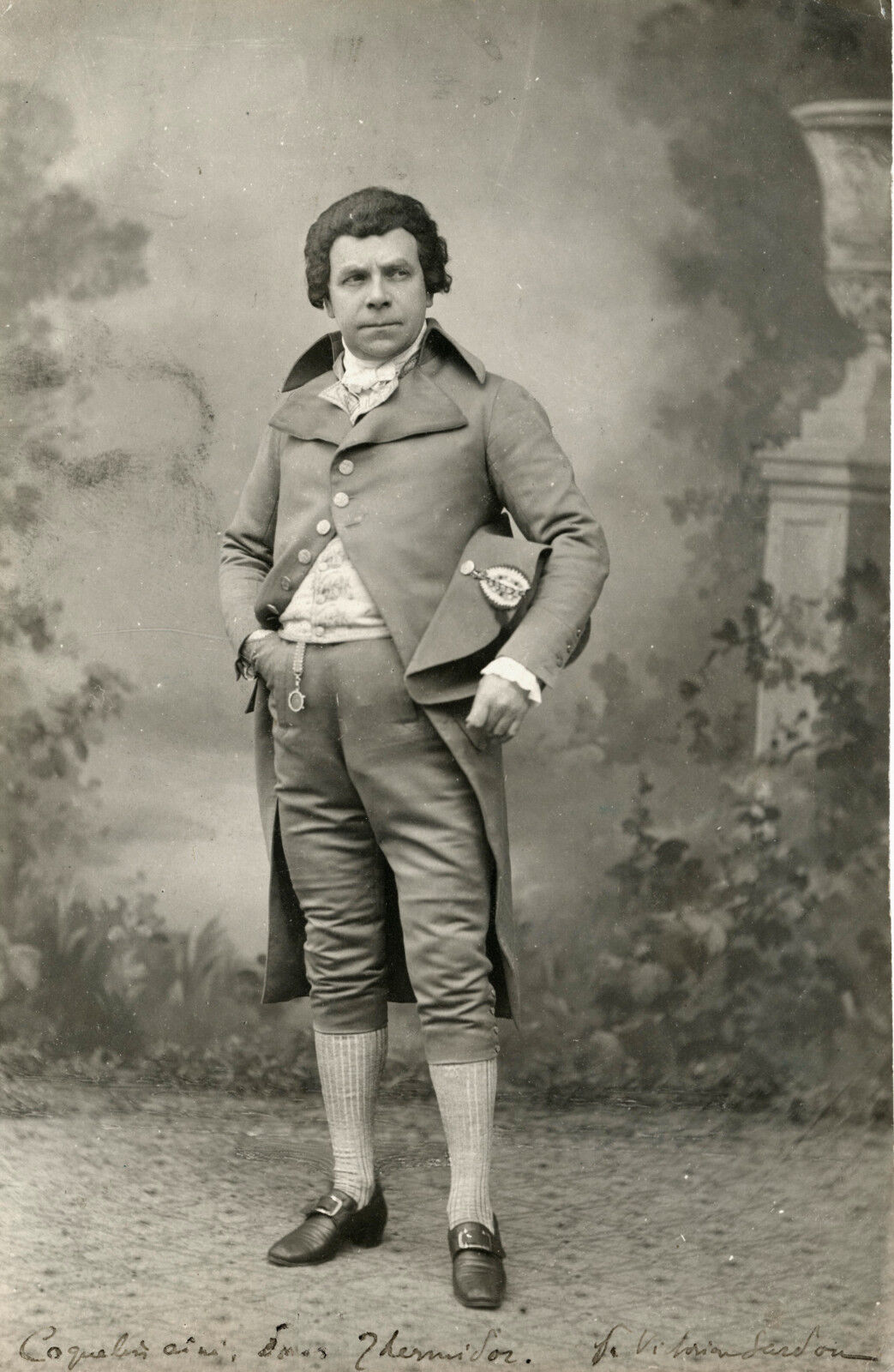
Coquelin aîné dans le rôle de Charles de La Bussière dans la pièce Thermidor de Victorien Sardou en 1891.

Charles-Hippolyte Labussière s'est raconté en 1803, dans des mémoires rédigés par Nicolas Liénart.
Charles-Guillaume Étienne et Alphonse Martainville ont eux aussi relaté les faits dans leur Histoire du théâtre français. Ce récit est corroboré par le chef de service de Charles-Hippolyte Labussière, Fabien Pillet, qui rédige une notice dans la Biographie universelle… de Michaud.
Francis Perrin lui a consacré un roman. L'ouvrage rédigé par Nicolas Liénart relate l'implication de M. de Labussière, à la suite de la journée du 10 août 1792, dans la libération du prince de Saint-Mauris conduite par Philippe Nicolas Marie de Pâris, garde du Roi : le prince de Saint-Mauris pour échapper au massacre, a été caché dans les caves des Tuileries et put en sortir lors d'une opération d'exfiltration.
Arthur Pougin relate que Victorien Sardou met en scène le personnage de Labussière sous les traits de Ribout dans Thermidor (1891). Il rapporte en outre les propos attachés au préfet de l'Empire Trouvé qui révèlent les noms de quelques artistes sauvés de la mort,, précisant qu'aucun n'a jamais réclamé publiquement être redevable de Labussière.